# ایستگاه راه‌آهن مرکزی زوریخ
ایستگاه راه‌آهن مرکزی زوریخ (به آلمانی: Zürich Hauptbahnhof) ایستگاه راه‌آهن اصلی و مرکزی در زوریخ، سوئیس است.
این ایستگاه که در سال ۱۸۴۷ میلادی تأسیس شده به خطوط راه‌آهن سراسری یوروسیتی متصل است.

## نگارخانه

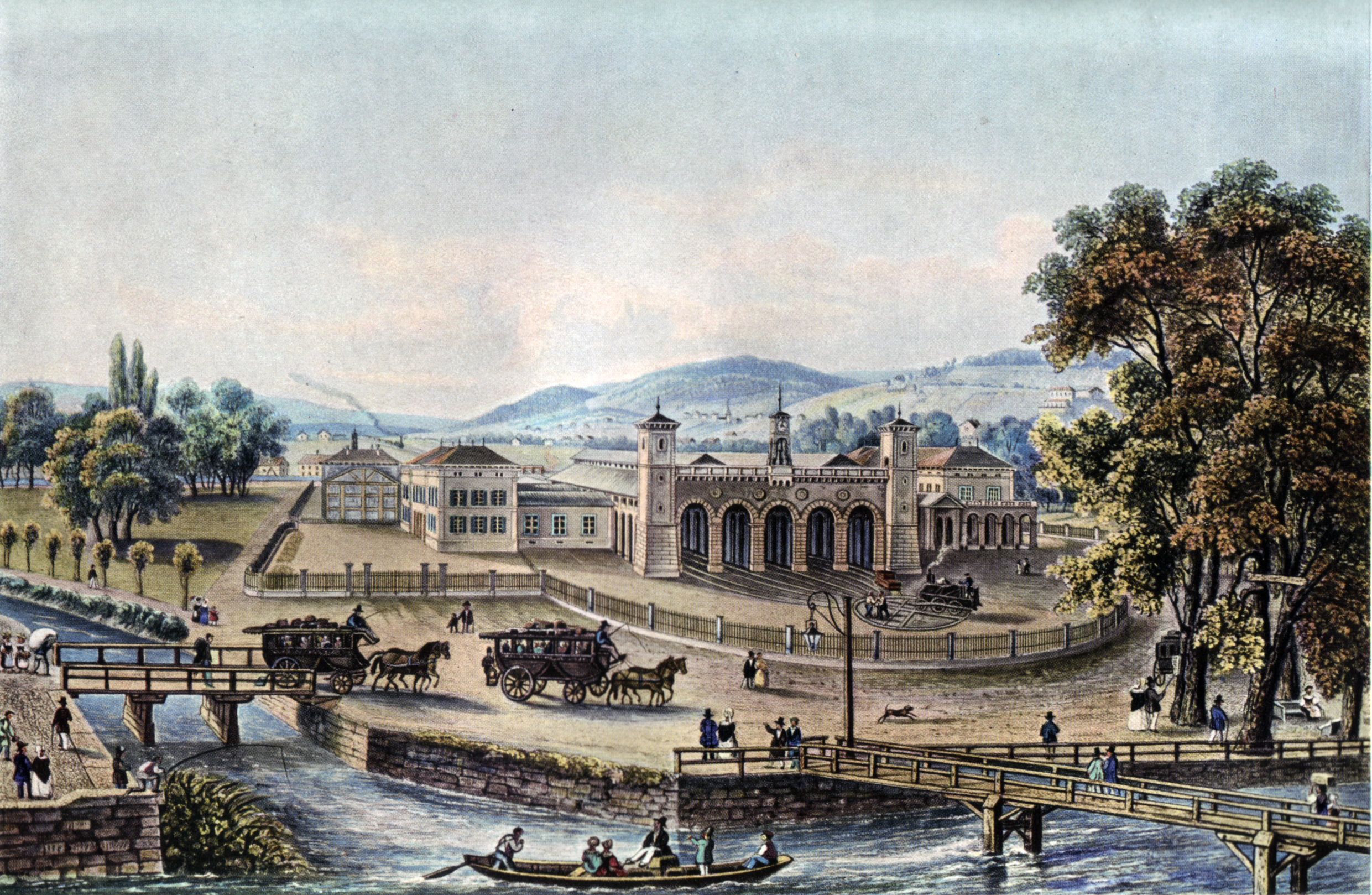
۱۸۴۷
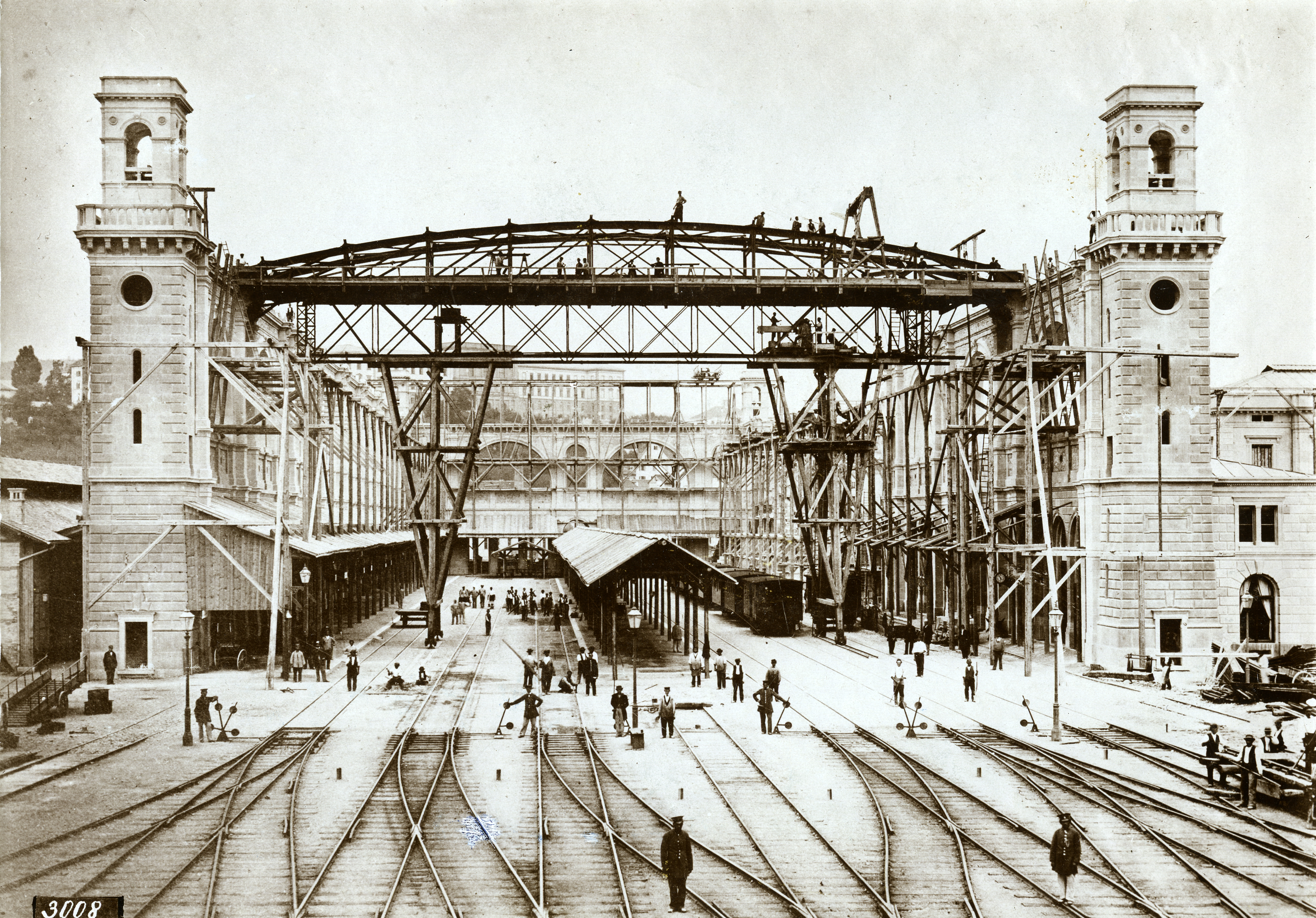
۱۸۷۰
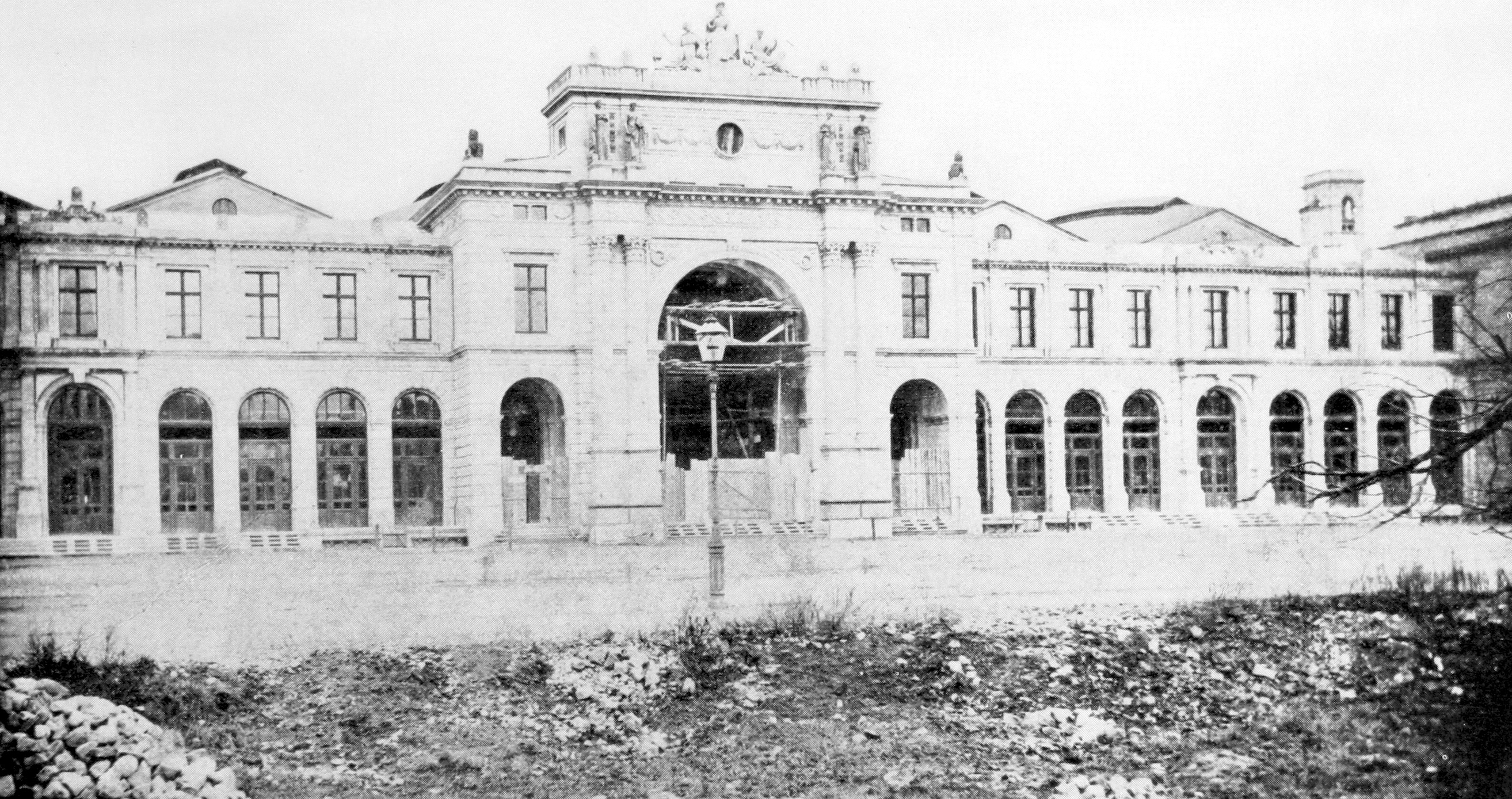
۱۸۷۱
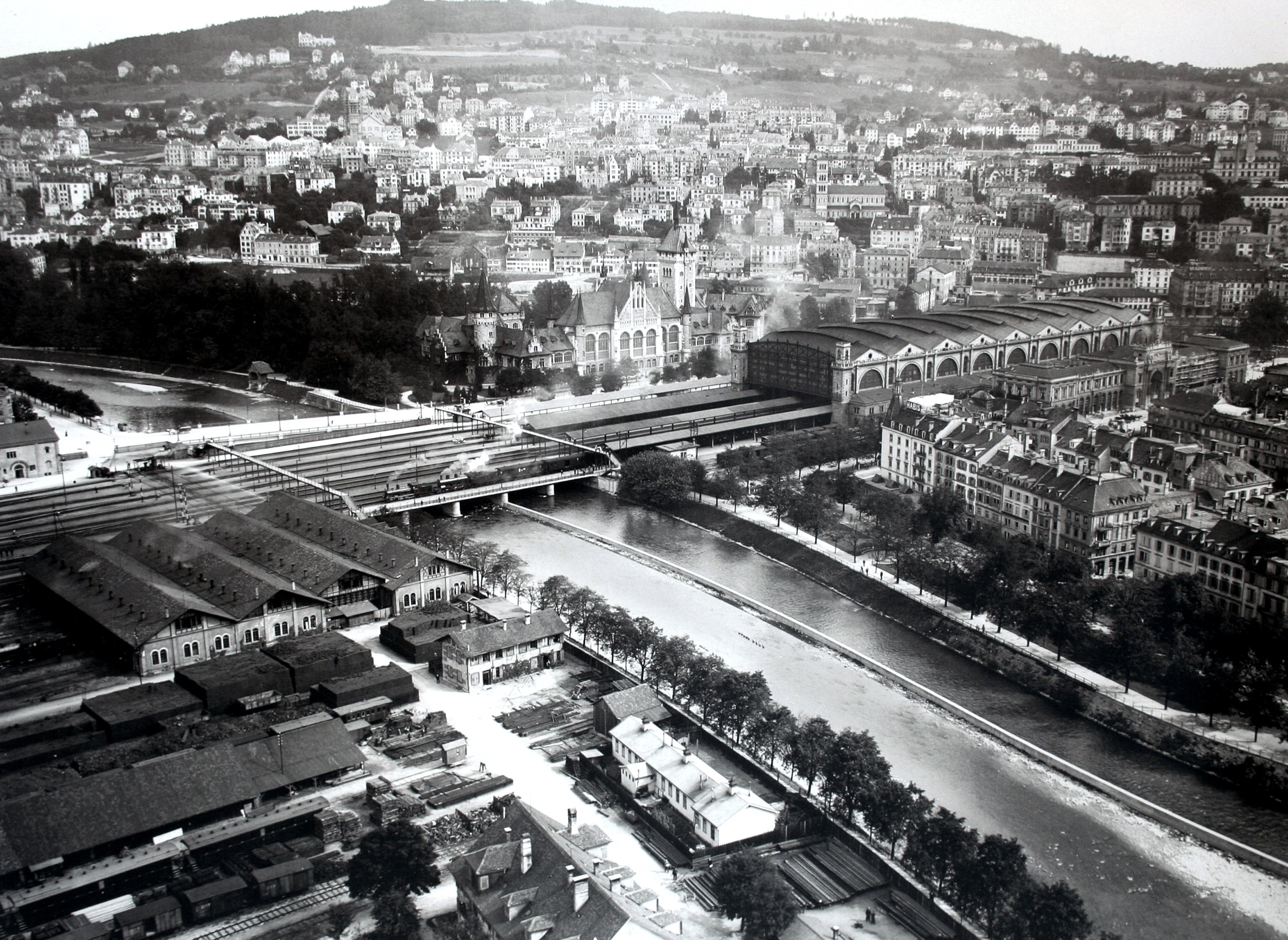
۱۹۰۷
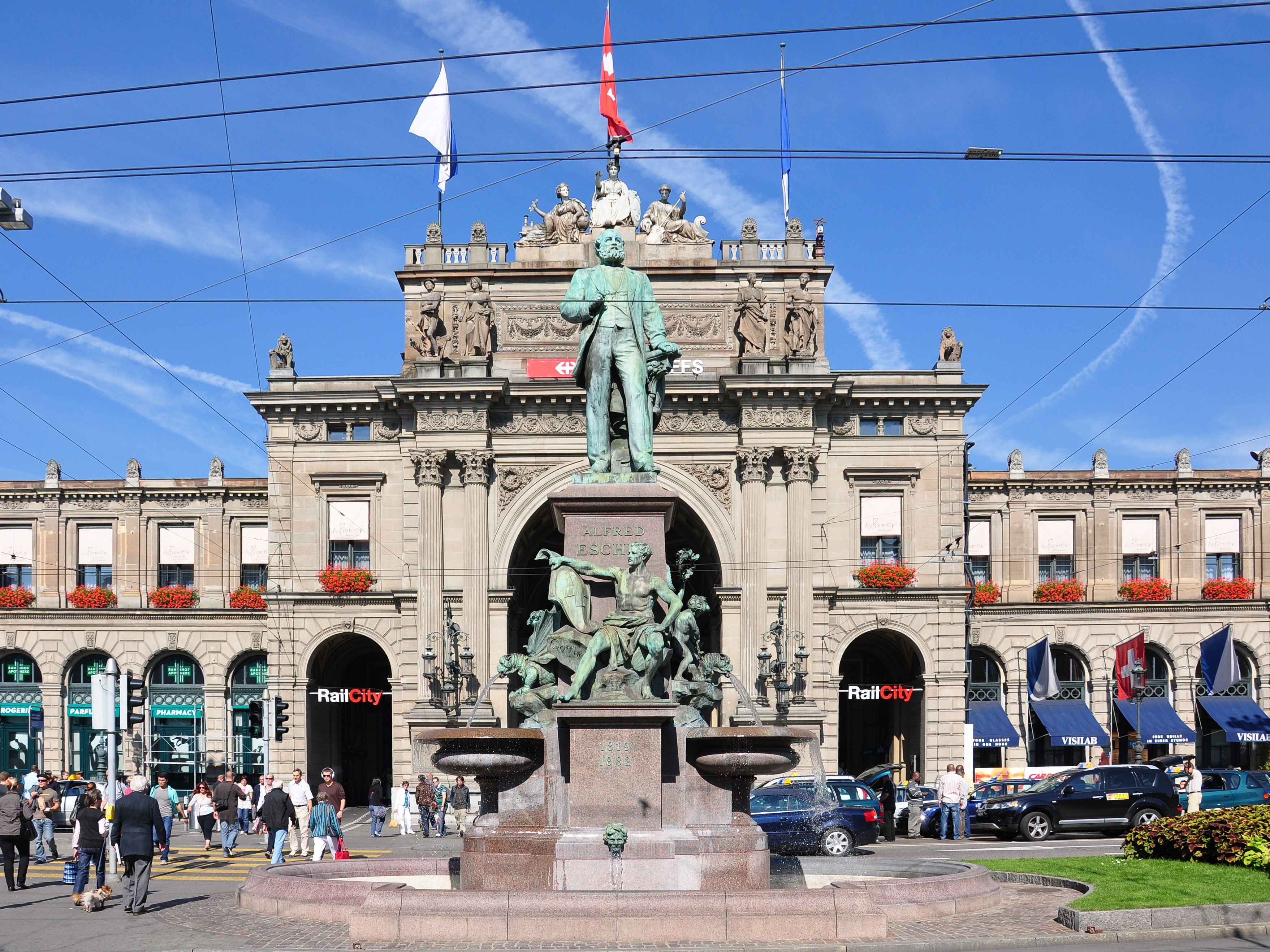
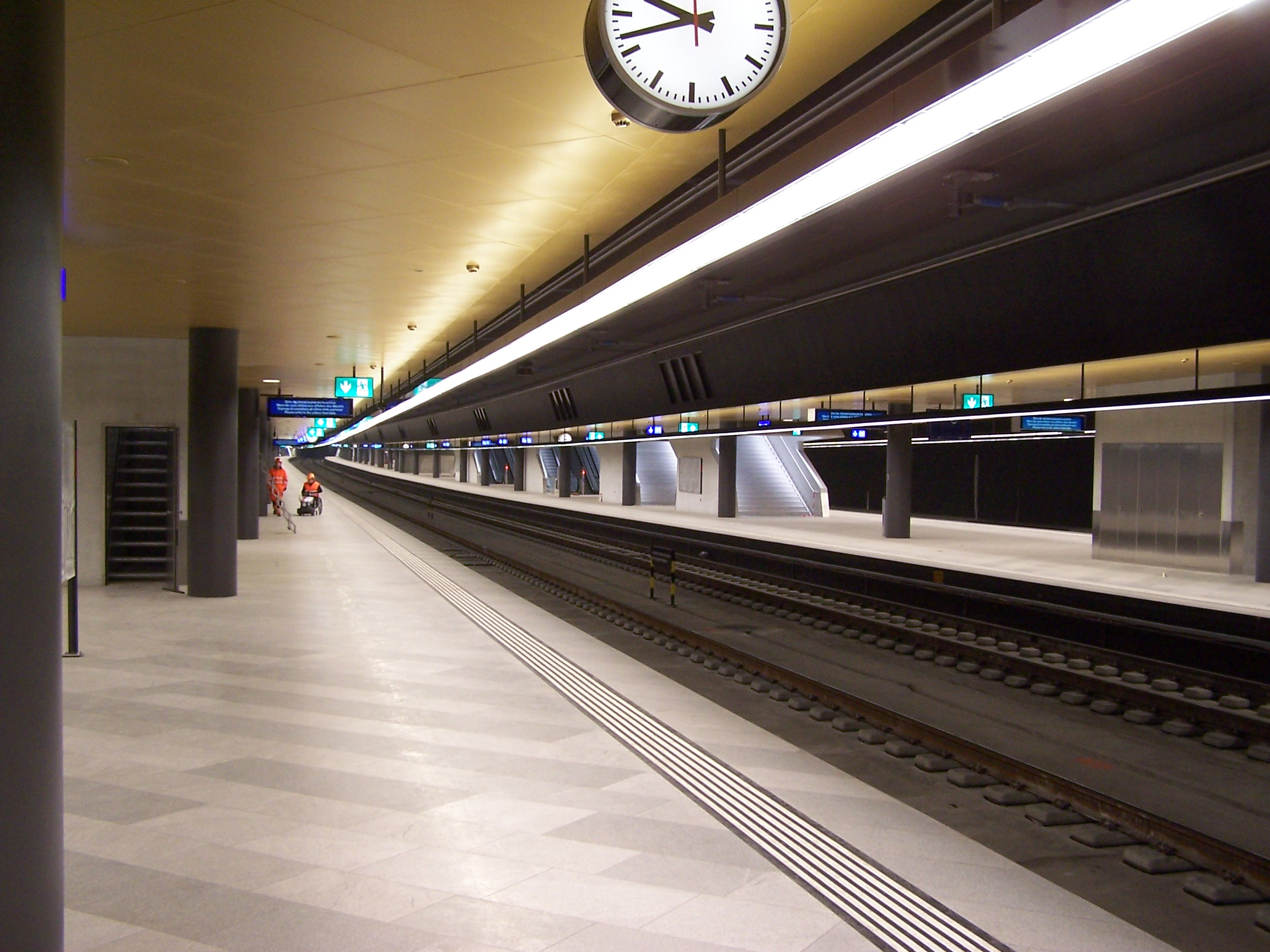
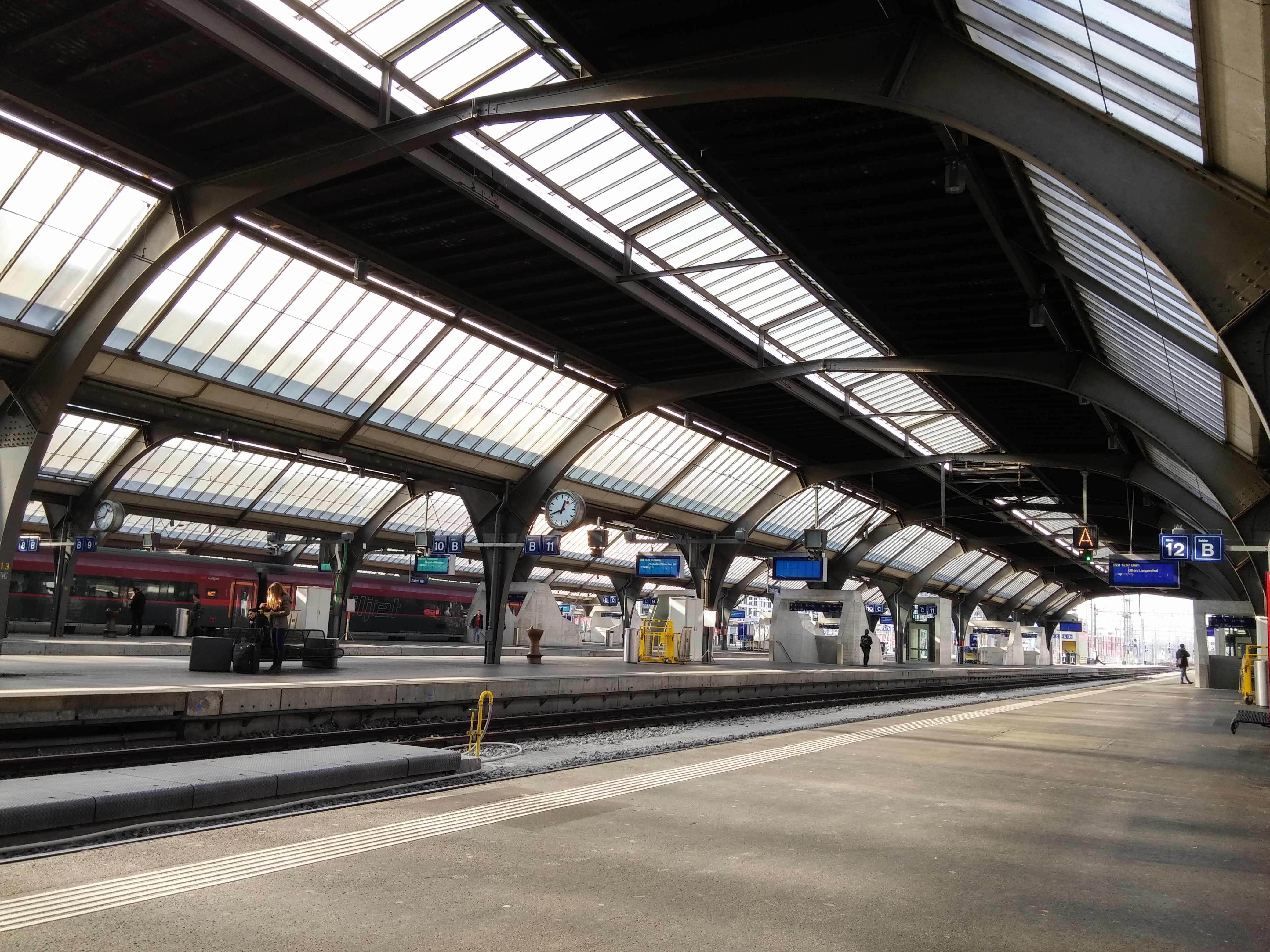
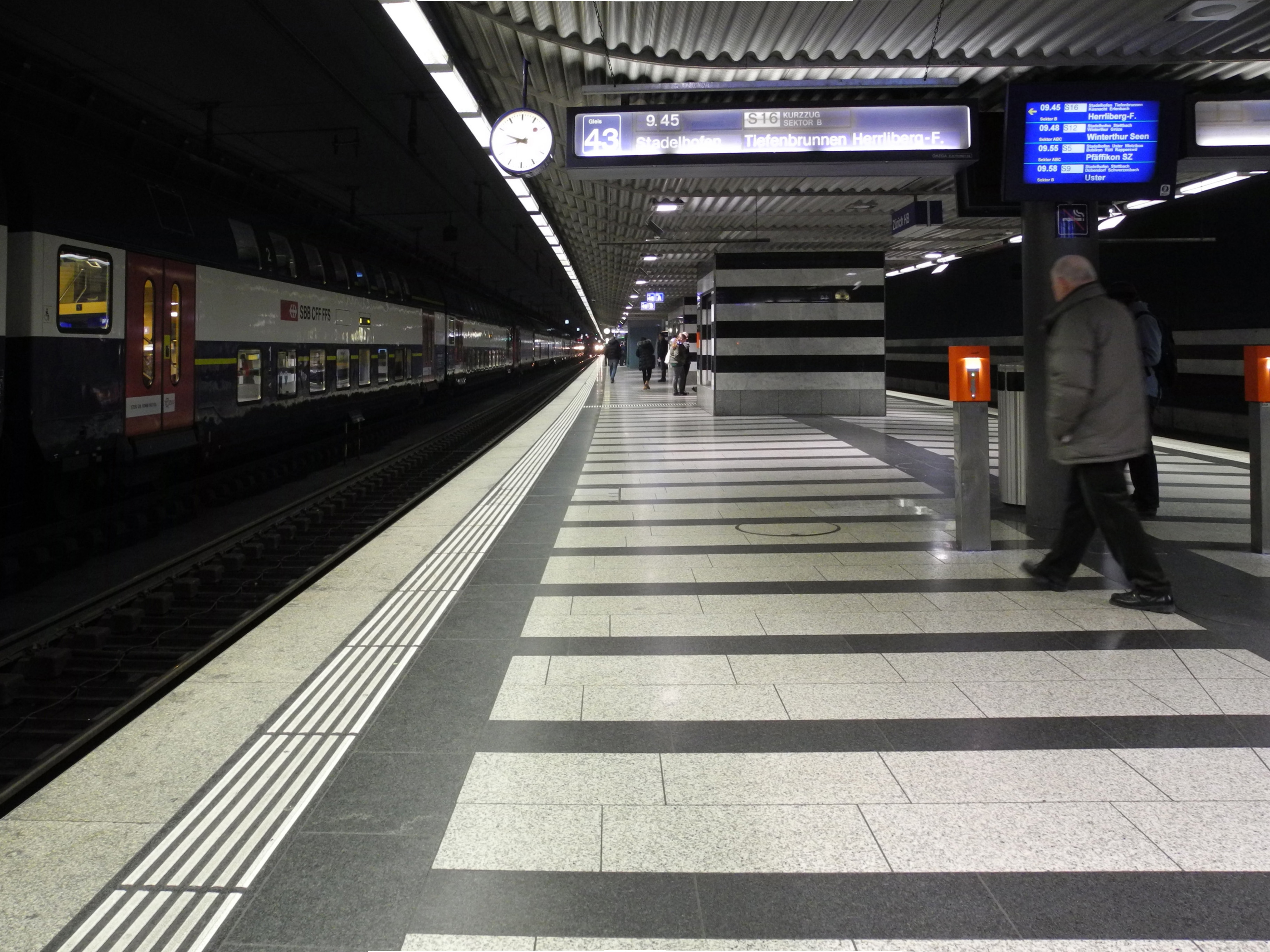
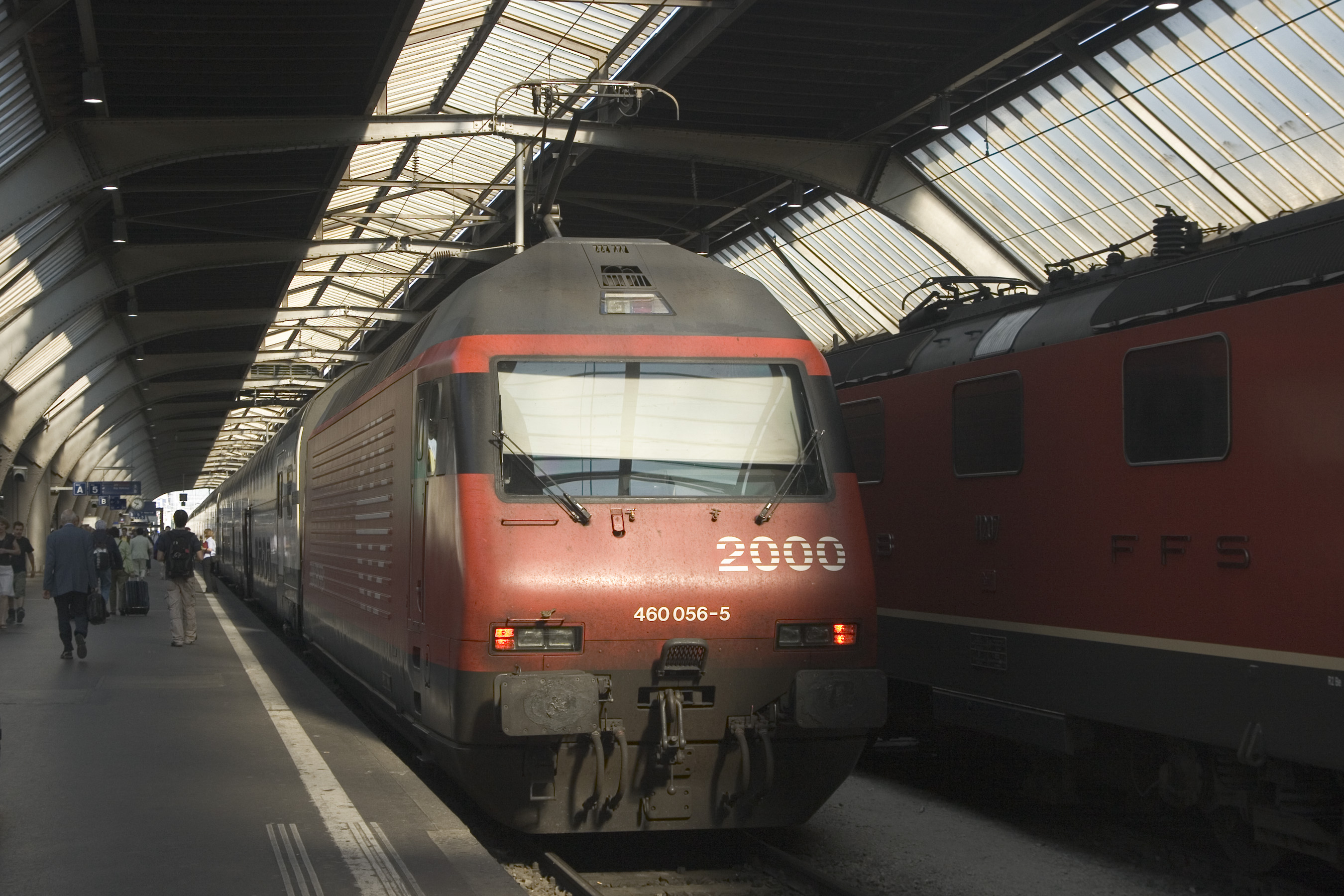
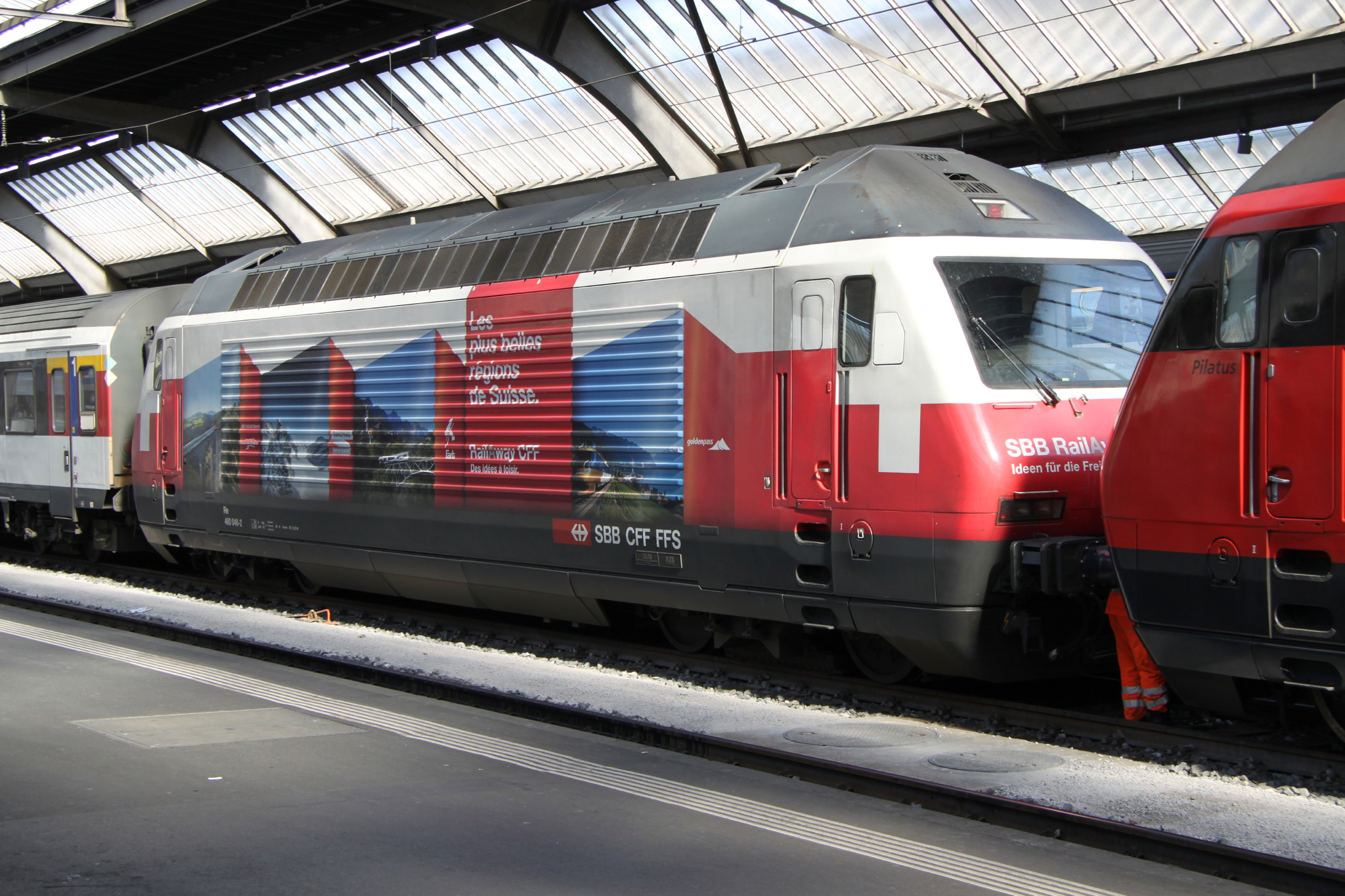
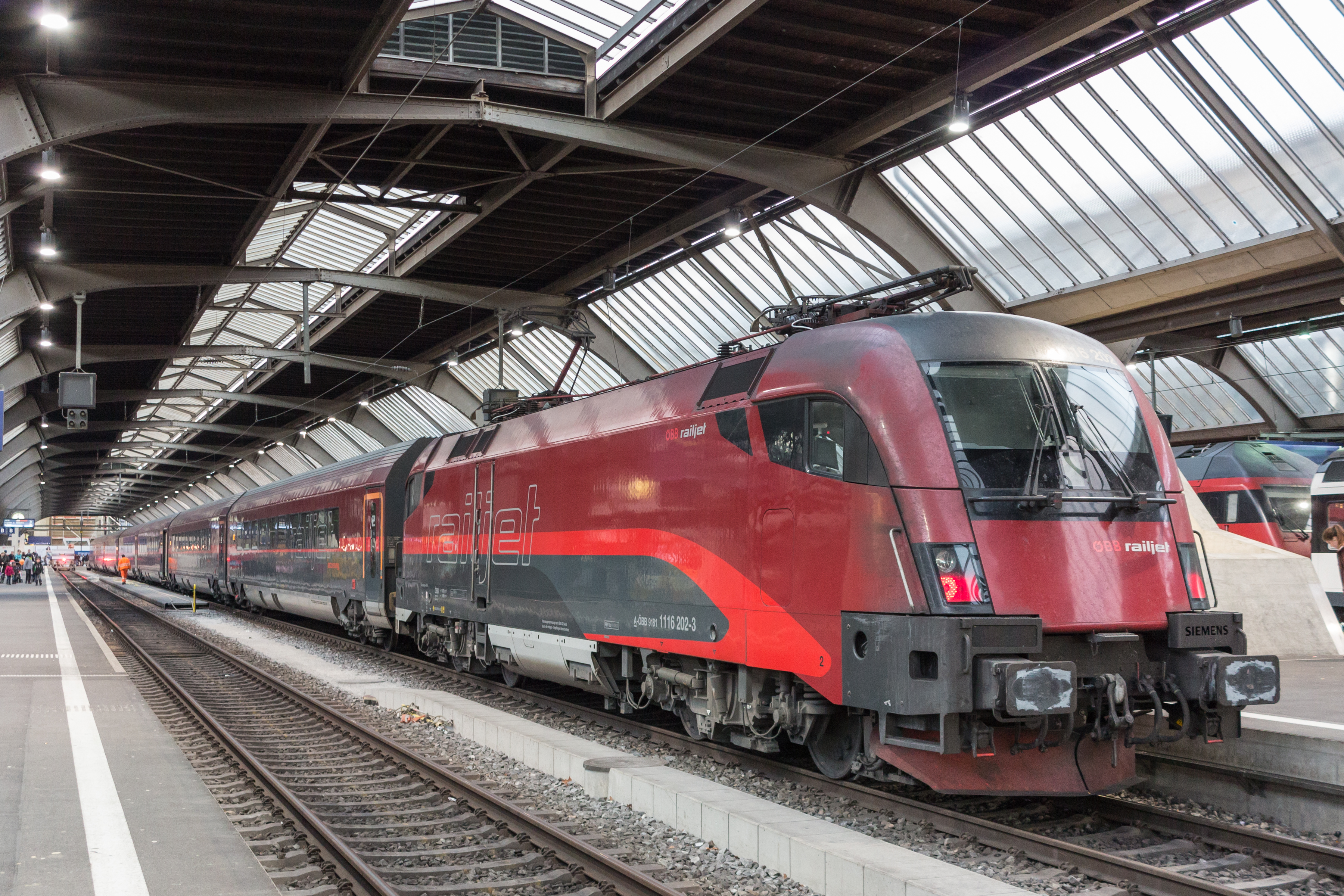
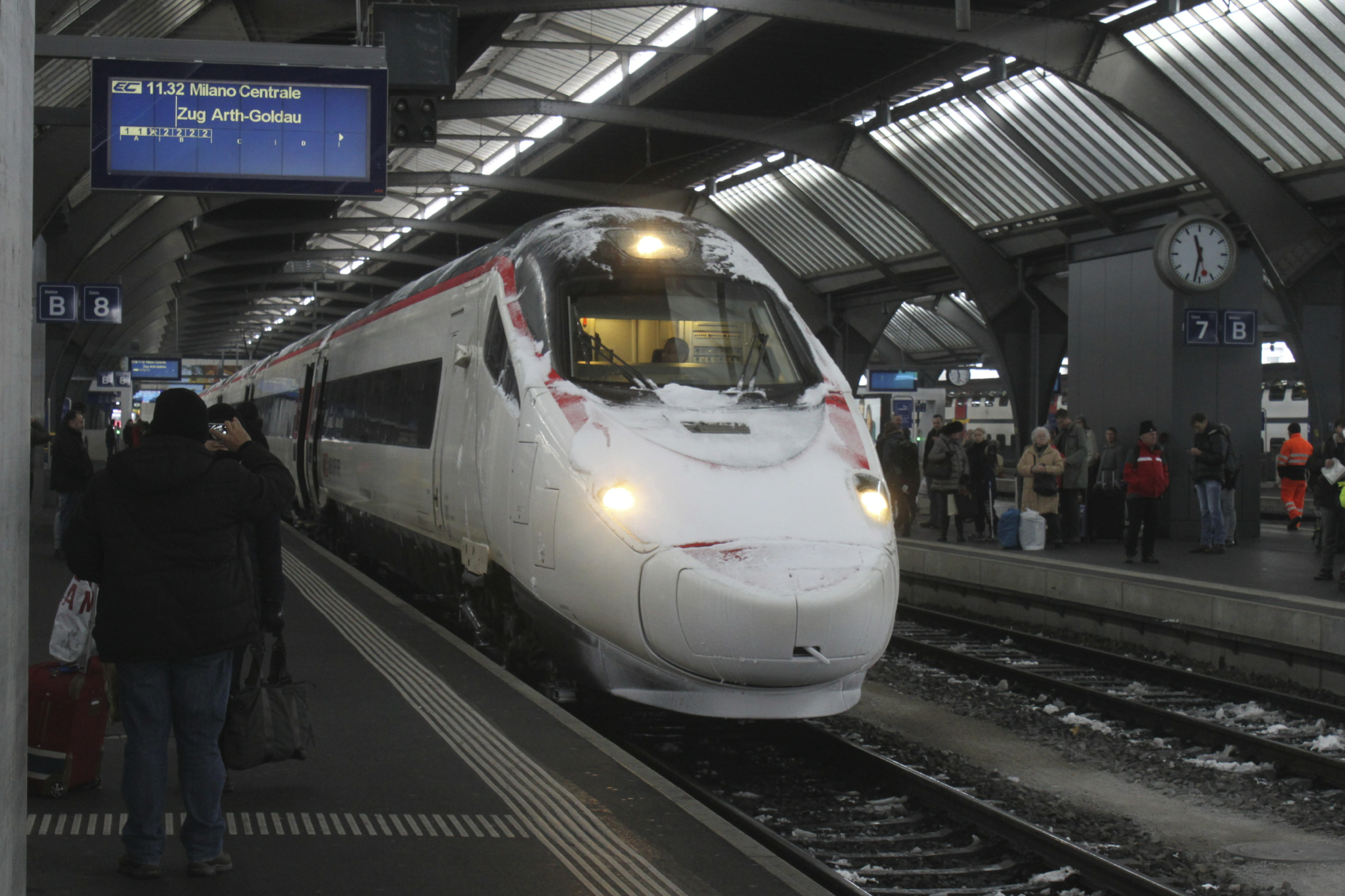